# Сан-Франциско (півострів)

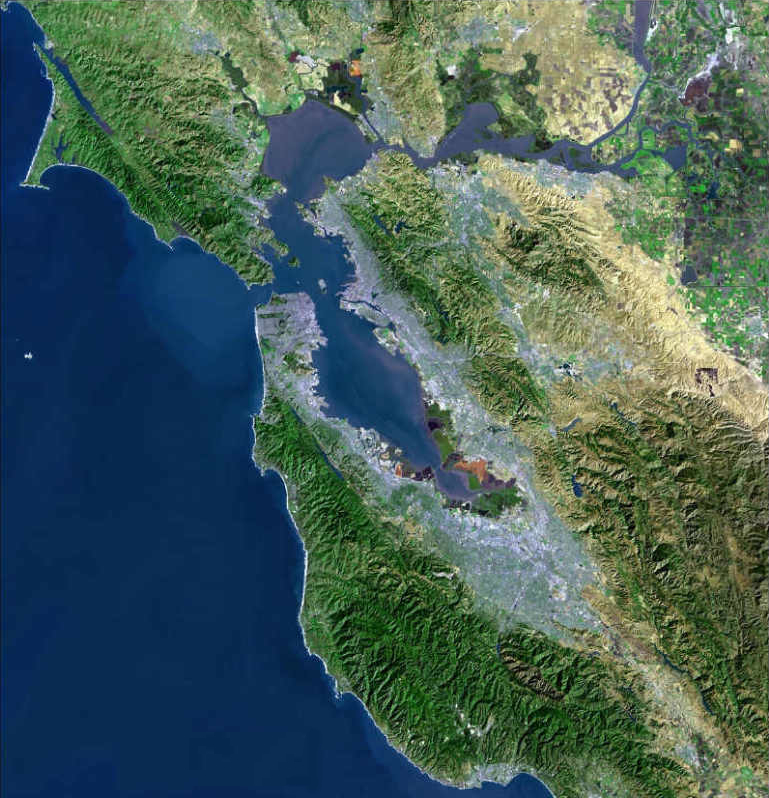
Півострів Сан-Франциско. Вигляд з космосу

Сан-Франциско (англ. San Francisco Peninsula) — півострів, що розділяє затоку Сан-Франциско і Тихий океан. На півночі півострова розташоване місто Сан-Франциско і знаменитий міст Золоті Ворота. На півдні півострова розташовані частина міста Сан-Хосе і знаменитої Кремнієвої долини.